# Lampon
Lampon (griech. Λάμπων) von Athen war ein griechischer Wahrsager und Orakeldeuter, der zur Zeit des Perikles (um 490 – 429 v. Chr.) lebte.
Die Komödiendichter Kratinos und Lysippos verspotteten ihn in Komödien, ebenso Kallias. Auch Aristophanes spielt auf ihn und auf seinen allbekannten Ruf an und verlacht ihn, da er nach Wahrsagerart „bei der Gans schwöre“ (und nicht bei den Göttern).
Lampon stand offenbar dem Kreis um den demokratischen Politiker Perikles nahe und gehörte möglicherweise zu dessen Beraterstab. Der Schriftsteller und Biograph Plutarch erzählt, wie eines Tages Perikles ein missgebildeter einhörniger Widderkopf von seinem Landgut überbracht wurde. Für Lampon war dies eine Gelegenheit, Perikles den Aufstieg zur politischen Herrschaft in Athen und den Triumph über seinen oligarchischen Konkurrenten Thukydides (nicht zu verwechseln mit dem gleichnamigen Historiker) zu prophezeien. Als Lampon das feste und starke, mitten aus der Stirn hervorgewachsene Horn erblickte, erklärte er dies als Zeichen dafür, dass alle Gewalt, die jetzt unter die beiden im Staate herrschenden Parteien, die des Thukydides und die des Perikles, geteilt wäre, auf den allein fallen werde, bei dem sich dieses Wunder ereignet habe.
Im Jahr 444 führte Lampon – wie der Historiker Diodor mitteilt – gemeinsam mit Xenokritos von Athen die Siedlergesellschaft an, die die athenische Kolonie Thurioi am Ort des alten Sybaris in Unteritalien begründete.
Der Name Lampon findet sich auch unter jenen, die den Friedensvertrag zwischen den Athenern und den Spartanern, den sogenannten „Frieden des Nikias“ im Jahr 421 v. Chr. beschworen. Ob es sich hierbei um den Wahrsager Lampon handelt oder eine andere Person, ist allerdings nicht mit Sicherheit feststellbar.